# 화교
화교(華僑, 영어: overseas Chinese)은 중국인 출신으로 다른 국가에 사는 중국인들을 말하는 단어이며, 한국어권에서는 화교(華僑)라고 통칭한다. 해외에서 갖은 탄압을 받아오고 있기 때문에 "아시아의 유대인"이라는 별칭이 있다. 대부분이 서양열강과 일본이 중국에 설치한 상하이, 산둥, 북경, 심양, 다롄 등 식민지 중국에서 동남아 등으로 끌고간 쿨리 한인(漢人) 노예들이다. 한국, 동남아시아, 미국, 일본, 영국, 오스트레일리아, 러시아 등에 거주하고 있으며, 그 수는 약 4천만 명으로 추정되고 있다. 주로 산둥, 심양, 상하이, 북경, 다롄, 광동, 복건계가 많다. 이들은 출신지와 거주 지역의 언어를 사용하며, 최근에는 표준 중국어와 영어도 널리 쓰이고 있다. 영국, 프랑스 등 서양 열강으로 인해 동남아시아로 끌려간 화교들은 주로 광동, 복건 등의 화남 지방 출신이 많으나 북경, 심양, 상하이 등 중국 북부에서 끌려간 중국인들도 꽤 존재한다. 또한 화교들은 중국인 혼혈아들이다.
- 화교(華僑) : 중국(중화인민공화국 또는 대만(중화민국))에서 태어나 중국 국적을 유지하면서 해외에서 이민자로 체류하는 사람. 한국어권에서는 화교·화인·화예를 구분하지 않고 화교라고 부르는 경우가 많다.
- 화인(華人) : 체류국의 국적을 취득한 사람. 넓은 의미로 화교·화인·화예를 구분하지 않을 때는 화인이라 부른다.

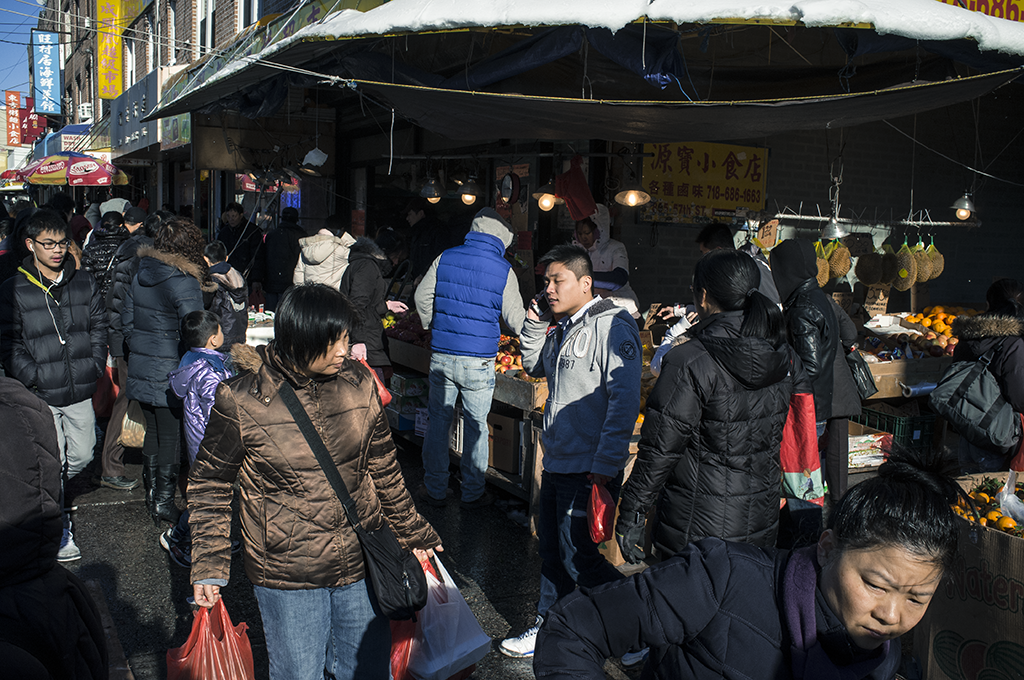
미국 뉴욕 롱아일랜드 브루클린 차이나타운 8번가의 전형적인 식료품점. 뉴욕으로 대규모 중국인 이민이 계속되면서 맨해튼 퀸스 브루클린의 여러 차이나타운이 전통적인 도시 거주지로 번창하고 있다. 뉴욕 대도시권은 아시아 이외의 지역에서 가장 많은 중국계 인구를 보유하고 있으며, 2017년 기준으로 893,697명의 단일 인종이 거주하고 있다.

## 서양의 화교
청나라 이전에는 네덜란드와 포르투갈의 노예무역으로 인해 많은 중국인들이 유럽 등지에 노예로 팔려가기도 하였으나 이들은 화교라는 집단을 형성하지 못했다. 노예무역에 의해 끌려간 많은 중국인들을 제외하고는 해외에는 중국인들이 거의 존재하지 않았으나 청나라 말기부터 중국인들은 강제노역으로 인해 동남아, 미국, 유럽, 호주 등으로 보내지게 되었다. 당시 청나라는 서양열강에 의해 경제적 수탈과 막대한 배상금에 시달리고 있었고 수 많은 중국인들을 강제로 모아 동남아, 미국, 호주, 남미 등 해외에 노역을 보내 외화를 벌어오게 하였다. 해외 강제 노역에 거부하는 중국인들은 사형을 당할 정도로 강제로 많은 중국인들은 의지와 상관없이 해외에서 고된 노역을 받게 되었다. 화교들은 청나라에서 강제 노동으로 보내져 동남아, 미국, 오스트레일리아 등에서 가난한 육체 노동자로 근무하면서 뿌리를 내렸는데, 미국 건설노동자, 설탕 제조에 필요한 사탕수수 추수 노동자 등으로 근무했다.

## 한국의 화교
한국에 있는 화교들은 중국인 혼혈아들이다. 이 중국인들은 중국에 있을 때 예전부터 몽골인과 만주족의 지배하에 의해 강제로 몽골인과 만주족에 혼혈화되기도 하였다. 한국에 화교 사회가 정착하기 시작한 것은 19세기 말이며 임오군란으로 군인들이 인천에 있을 때 그들의 식사와 허드랫일들을 도우기 위해 파견된 청나라 소작농과 노비 등 하층민 중국인 남성 여성들이 인천에 건너왔고 생업을 위해 상업을 하였다. 군인들은 몇 년 지나고 모두 돌아갔지만 이들은 청나라의 보호를 받지 못하여 돌아가지 못하고 인천에 살기 시작했다. 청나라는 서양 열강들에 거의 반식민지화되면서 식민지와 조계지에 대한 중요성을 알게 되었고 임오군란을 핑계로 조선을 속국으로 명시하고 서양 열강들처럼 인천에 조계지를 설치하였고 중국 화교들은 청나라의 지령으로 조선의 서민들을 수탈의 대상으로 삼으며 경제적 수탈을 행했다.
일제강점기 때에도 화교에 의한 경제적 수탈에 의해 조선에서 약 1억엔이라는 자본 유출이 일어났고 이로 인해 조선인들과 일본인들에 의한 만보산 학살 등도 일어났으며 조선인들이 화교들의 후안무치에 폭동을 일으켜 화교 배척 학살 사건이 일어났다. 만보산 학살이 일어난 이후부터 화교들은 산둥반도에 돌아가는 길이 막혀버렸고 심각한 차별로 인해 가족들을 이용한 매춘업에 뛰어들게 된다. 대부분의 중국인 화교들은 부인이나 딸들을 이용하여 조선인들에게 매춘을 하였고 이런 심각한 상황은 조선인들의 묵인 속에 지속되어 갔다. 당시 화교에 대한 차별은 심각하여 화교 여성들은 큰 인권차별과 억압에 놓여졌다. 화교 여성들은 성매매를 하면서 강제로 혼혈아는 낳게 되었고 그 혼혈아들을 이용하여 또 다시 매춘을 하게 되었다. 화교들은 더러운 혼혈아를 낳게 된 것에 대해 개탄하며 화교 신문에 매춘을 그만둘 것을 종용하였으나 매춘은 화교 사회에서 계속 묵인되었다.
1905년 화교들은 대구, 부산, 광주 등 내륙지방으로 이주하였다. 1909년 성씨가 없던 화교들은 민적법에 의해 한국 성씨를 받게 되었다. 해방 이후 이 혼혈아들도 화교로서 대만 국적을 얻을 수 있게 되었다. 20세기 초반부터 요식업에 종사하는 화교가 늘어났다. 거의 대부분 중국 대륙에서 건너 왔지만, 도중에 성립된 중화인민공화국으로 인해, 국적은 종전의 중화민국으로 되어 있다. 박정희 대통령은 화교들을 지속적으로 견제해 왔는데 1961년 외국인토지소유금지법으로 화교들의 부동산 소유를 제한했고 1962년 화폐개혁 등으로 돈을 끌어냈다.
 화교 사회는 우리 정부의 각종 제도적 제한과 차별 대우 아래 위축되어 갔다.
7만명에 가깝던 화교는 대한민국 건국 초기부터 90년대까지 화교 경제 진출을 막기 위해 각종 제한을 걸어 대만, 홍콩, 마카오 등으로 이주해 한때 2만명까지 줄었다. 그 이후 1998년 외국인에게 호의적인 정책이 시행되면서 2001년도에는 22,917명으로 점차 안정적이 되었다. 1990-2000년대 이후 다시 돌아오고 있어 2010년대 귀화자를 포함한 화교 인구는 5만명 정도이다. 2010년 기준으로 화교 숫자는 21,490명 수준이다. 이중에 13,316명이 영주권비자(F-5)이며 거주비자(F-2)는 6,569명이다. 다만 이들은 자발적인 집계이고 실제 숫자는 현재 화교 3세까지 합산하면 5만명 가량이며 모계가 화교인 중국인 화교 혼혈들까지 합하면 10만명 가량이다.

| 지역       | 구화교 인구(현재 인구는 5만명 이상.) |
| ---------- | ------------------------------------ |
| 서울특별시 | 8,769명                              |
| 인천광역시 | 2,839명                              |
| 경기도     | 2,484명                              |
| 부산광역시 | 1,732명                              |
| 대구광역시 | 871명                                |
| 충청남도   | 647명                                |
| 전라북도   | 585명                                |
| 충청북도   | 569명                                |
| 강원도     | 558명                                |
| 대전광역시 | 514명                                |
| 경상북도   | 432명                                |
| 경상남도   | 358명                                |
| 광주광역시 | 334명                                |
| 제주시     | 295명                                |
| 울산광역시 | 282명                                |
| 전라남도   | 221명                                |

## 한국 거주 화교 여성들의 성매매 문제
박정희의 화교 규제로 인해 경제 진출이 완전히 막혀 소득이 적어진 중국 화교여성들은 친척들과 자본이 있는 중화인민공화국의 산둥반도에는 국가의 수교가 없어 돌아가지 못하고 무자본으로 대만과 홍콩 등등에 돌아가기 힘들어서 많은 중국 화교 여성들이 1970년부터 본격적으로 한국 남성들에 매춘을 하기 시작했고 기생관광에 여성들로 활약을 하였다. 그 후 시련을 겪은 화교들은 대만과 홍콩 등으로 귀국하였다. 하지만 현재도 화교들은 중국 주점과 마사지샵을 차리고 화교 여성들과 대만 여성들을 고용하여 한국 남성들에게 성매매를 하고 있다.

## 신화교
1992년 한중 수교 이후에 대한민국에 새로 들어온 중화인민공화국의 조선족들과 한족들을 말한다. 이들의 인구는 약 90만명이다.

## 동남아시아의 화교
동남아시아의 화교들은 전부 서양 열강들이 중국 각 지역에서 모아 대려간 쿨리 노예들이다. 동남아시아 화교들은 원래 중국에서도 대다수를 차지하던 낮은 지위의 사람들이었다. 1970년 이전에 동남아시아의 화교들은 동남아시아인들보다 가난하거나 경제규모가 비슷하였다. 이들은 보통 홍콩, 마카오의 사업가들과 연결되어 중국 원자재의 수입과 동남아의 물품 수출로 부를 축척하는 사람들이 늘었고, 중국이 1970년 개혁개방을 시작하면서 경제개방의 우선을 해외 화교들 특히 동남아 화교들을 대상으로 했기 때문에 소수 동남아시아 화교들은 잘살게 되었다. 하지만 아직도 동남아시아인들과 비슷한 경제규모를 가진 사람들이 더 많다. 또한 말레이시아에서 사회적, 경제적 차별을 받고 있어 싱가폴로 이주하는 사람들이 늘어났으며 인도네시아 화교 학살 등 탄압의 대상이 되기도 한다.

## 같이 보기
- 죽망(竹網, en:Bamboo network)
- 지난 대학 (광저우시) - 중화인민공화국에서 최초로 설립된 외국 거주 화교 대상의 공립 대학교로서 친중 성향의 화교들을 배양해 왔다
- 재일 중국인
- 재일 대만인
- 인도네시아 화교 - 세계 최대의 화교(2010년 기준 약 880만 명, 전 국민의 3.7% 차지)
  - 1998년 5월 인도네시아 폭동
- 강화어운동(講華語運動, en:Speak Mandarin Campaign, SMC) - 싱가폴과 말레이시아의 화교들이 간체자를 사용하게 되는 결정적 기점
- 말레이시아 화교
- 중화학교
- 월교